# Reichsstraße 374
Die Reichsstraße 374 (R 374) war von 1. April 1940 bis 1945 eine Reichsstraße des Deutschen Reichs, die teils auf heute österreichischem, teils auf polnischem, überwiegend aber auf 1939 annektiertem, bis dahin tschechischem Gebiet (Protektorat Böhmen und Mähren) und zum Teil  im 1938 von der Tschechoslowakei an das Deutsche Reich abgetretenen Sudetenland verlief. Die Straße begann in Wilfersdorf (Niederösterreich) an der damaligen Reichsstraße 116 und verlief in nördlicher Richtung über Břeclav (Lundenburg), wo die damalige Reichsstraße 377 nach Brünn (Brno) abzweigte, und Hodonín (Göding) sowie weiter über Uherské Hradiště (Ungarisch Hradisch), wo die damalige Reichsstraße 376 kreuzte, Přerov (Prerau), Lipník (Leipnik), wo die damalige Reichsstraße 373 auf sie traf, Hranice na Moravě  (Mährisch Weißkirchen), Nový Jičín (Neutitschein), wo die damalige Reichsstraße 146 gekreuzt wurde, Frýdek-Místek (vor 1943 als Friedeck noch nicht mit Mistek vereinigt), Český Těšín (Teschen, dort Kreuzung mit der damaligen Reichsstraße 145), Bielsko-Biała (Bielitz-Biala), wo die damalige Reichsstraße 391 kreuzte, Kęty (Kenty) und weiter Richtung Krakau (Kraków) im damaligen Generalgouvernement.
Die Trasse der früheren Reichsstraße führt nunmehr in Österreich die Bezeichnung Lundenburger Straße B 47, in der Tschechischen Republik die Bezeichnungen Silnice I/55 und Silnice 655 (parallel dazu die Autobahn Dálnice 55), weiter Silnice I/47, Silnice 647, Silnice I/48, Silnice 648,  in Polen die Bezeichnungen Droga ekspresowa S52 (seit 2016 umgewidmet aus der früheren S1) und Droga krajowa 52.
Die Gesamtlänge der Reichsstraße betrug rund 380 Kilometer.